# Beurville
Beurville é uma comuna francesa na região administrativa de Grande Leste, no departamento de Haute-Marne. Estende-se por uma área de 22,92 km². Em 2010 a comuna tinha 104 habitantes (densidade: 4,5 hab./km²).